# قیمت ثابت
اصطلاح قیمت ثابت، به این معنی است که قیمت یک کالا یا خدمت تحت تاثیر چانه زنی نیست. این اصطلاح نشان می‌دهد که یک عامل خارجی، مانند یک تاجر یا دولت، سطح قیمتی را تعیین کرده است که برای فروش‌های شخصی تغییر نمی‌کند. این موضوع در مورد دولت‌ها ممکن است به دلیل کنترل قیمت‌ها باشد.
چانه زنی در بسیاری از قسمت‌های دنیا، خارج از مغازه‌های خرده فروشی اروپا، آمریکای شمالی یا ژاپن، رایج است و قیمت‌های ثابت از قیمت گذاری‌های عمومی در این نواحی مستثنی هستند.

## قرارداد قیمت ثابت
قرارداد قیمت ثابت، قراردادی است که بر خلاف قراردادهای امانی، پرداخت آن به مقدار منابع یا زمان صرف شده توسط پیمانکار بستگی ندارد. این قراردادها معمولاً توسط ارتش و پیمانکاران دولتی استفاده می‌شود تا ریسک را به فروشنده منتقل کرده و هزینه‌ها را کنترل کنند.
به طور تاریخی، زمانی که قراردادهای قیمت ثابت برای پروژه‌های جدیدی با تکنولوژی‌های توسعه‌ای یا امتحان نشده به کار می‌روند، اگر هزینه‌های پیش بینی نشده از توانایی پیمانکار برای پوشش آن‌ها بیشتر باشد، ممکن است برنامه‌ها با شکست مواجه شوند. با این وجود، اینگونه قراردادها همچنان محبوب هستند. قراردادهای قیمت ثابت زمانی موثر خواهند بود که هزینه‌ها از قبل کاملاً مشخص باشند.